# 利穆埃魯杜阿茹魯

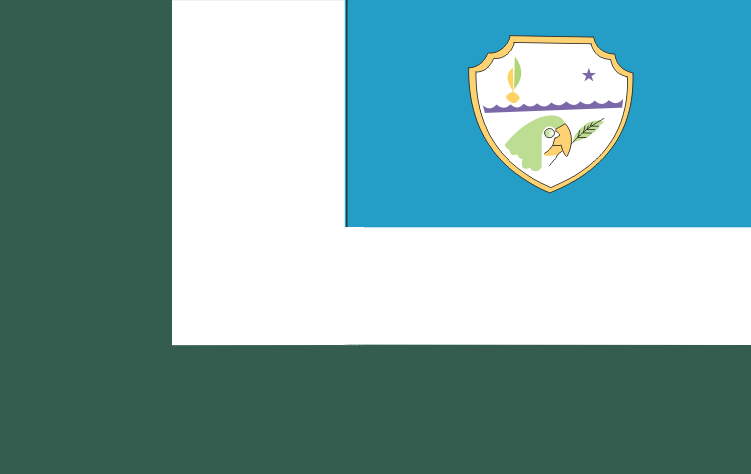
利穆埃魯杜阿茹魯的旗幟

利穆埃魯杜阿茹魯（葡萄牙語：Limoeiro do Ajuru），是巴西的城鎮，位於該國北部，由帕拉州負責管轄，始建於1961年12月29日，面積1,490.17平方公里，海拔高度28米，2010年人口25,028，人口密度每平方公里16.8人。